# Bothawui
A Bothawui a Csillagok háborúja elképzelt univerzumának egyik bolygója. 
Kémtevékenységéről és kémeiről ismert. Itt található a Bothan Spynet (Bothai Kémhálózat) nevű szervezet központja, ami sokak szerint a legjobb információszerző hálózat a galaxisban.
A bolygó birodalmi neve Bothawui Proper. A bothai nyelv volt az egyik, amiből a „galaktikus alap” kifejlődött.

## Leírása
A Bothawui ipari és mezőgazdasági bolygó. A lidium nevű fémérc bányászata az egyik fontos gazdasági ágazat.

## Élővilága
- krak'jya – a földi tigrishez hasonló ragadozó

A bolygó értelmes lakói a bothanok, vagy bothaiak. Említve lettek a Jedi visszatérben, de mindenfajta részletezés nélkül, külsejükre csak több évtizeddel a filmsorozat után születtek az első leírások. Timothy Zahnnak a Birodalom örökösei c. könyvsorozata tartalmazta az első iránymutatást, miszerint a bothaiak bundás, hosszú fülű, földi állatokra emlékeztető arcú idegenek. Az ez utáni források (kártya- és videojátékok) ezzel összhangban, de egymástól különbözőképp ábrázolták a fajt: hol a kutya-, hol az oroszlán, hol a patásszerű arcjellegeket hangsúlyozták.

## Történelme
|  | Alább a cselekmény részletei következnek! |

A bolygó a Régi Köztársaság régi tagja, amihez sok évvel a Sith háborúk előtt csatlakozott.
A bothaiak kolonizáltak sok bolygót, köztük a közeli Kothlis-t. A Bothawui bolygó lett a Bothai szektor „fővárosa”.
A Nagy Galaktikus Háború alatt a galaxis egy halálos fenyegetéssel nézett szembe, és ez a feléledő Sith Birodalom volt, ami elkezdte sorban meghódítani a csillagrendszereket. Y. e. 3671 -ben, egy sor győzelem után a Külső Peremben, a Sith-ek figyelme a Bothawui rendszer felé fordult, ez volt a következő meghódítani való célpontjuk. Egy birodalmi repülőszázad megkísérelte leigázni a bolygót, de a Köztársasági erők visszaverték őket a később „Első Bothawui Csata” néven ismertté vált összecsapásban. A Köztársaságiaknak ez volt az első győzelmük a Nagy Galaktikus Háborúban.
A Köztársaság egy helyőrségnyi katonai erőt hagyott a bolygón, miután egy pajzs-generátorral megerősítették a bolygó védelmét. A Sith-ek hamarosan gyalogos csapatokkal támadtak. A jedi lovagok és a köztársasági katonák százai hősies, önfeláldozó küzdelmet vívtak a túlerő ellen. A Sith-ek akkora veszteséget szenvedtek, hogy kénytelenek voltak visszavonulni.
A Klónháborúkat megelőző években a bolygót a Galaktikus Szenátusban Polo Se'Lab képviselte. A bolygót semleges státusa ellenére megtámadták. A felszíni védelmi erők már kifáradtak a harcban, amikor az ellenség erősítést kapott Munificent-osztályú csillagfregattok képében, amik beléptek a rendszerbe. Ekkor Anakin Skywalker azt a stratégiát alkalmazta, hogy a közeli aszteroidákon AT-TE lépegetőket rejtett el, és ezek hátba támadták az ellenség hajóit. Az ellentámadás sikeres volt.

### A Galaktikus Polgárháború
Mind a birodalmi, mind a köztársasági hírszerzés igénybe vette a bolygó szolgálatait, és mindkét oldal elhatározta, hogy a bolygó semlegességét kihasználva kémkedni fognak egymás ellen, elkerülve ezzel a nyílt konfliktust.
Semlegessége ellenére, amikor a birodalmiak megtudták, hogy bothai kémek megszerezték a Halálcsillag terveit és azt átadták a birodalmi Moff Kalastnak, aki továbbadta azt a Lázadóknak, a Császár maga utazott a Bothawui rendszerbe két Királyi Gárdával és személyesen mészárolt le több száz bothait. Egyikük a halála előtt elmondta, hogy a terveket a Tatuinra akarták eljuttatni. Palpatine elküldte szolgáját, Darth Vadert a Tatoo rendszerbe, hogy szerezze vissza a terveket.
Nem sokkal az endori csata előtt, Y. e. 3,5-ben a bothai kémhálózat és vezetőjük, Koth Melan tudomására jutott, hogy a Coruscantról a Bothawui-ra a Suprosa nevű birodalmi, névlegesen műtrágyát szállító teherhajó valójában jól védett titkos birodalmi információs központot szállít egy titkos fegyverről. Luke Skywalker és Dash Rendar a rendszerbe utazott, hogy segítsenek megszerezni ezt az információt. Luke egy hegyi bázison tizenkét Y-szárnyú Bothai pilótát készített elő a támadásra. Amikor azonban megtámadták a látszólag védtelen teherűrhajót, az felfedte turbolézereit és rakétakilövőit. A bothai pilóták fele meghalt az összecsapásban, mielőtt Luke X-szárnyú gépének lézerágyúival ki tudta iktatni a hajó támadó rendszereit. Az információs adatbankot a közeli Kothlis rendszerbe szállították, ahol a Lázadók vezetéséhez került. A megfejtett adatok között volt többek között a befejezetlen második Halálcsillag tartózkodási helye.

### A polgárháború utáni időszak
A bolygó az Új köztársaság alapító tagjai között volt, ennek ellenére a szenátusban csak Borsk Fey'lya képviselte a Kothlis bolygóról. Amikor Fey'lya az Új köztársaság elnöke lett, Bothawui képviseletét Mak Sezala látta el.

## Megjelenése

### A filmekben
A bolygó egyik filmben sem jelenik meg. A bothaiakról szó esik A jedi visszatér c. filmben, de maguk a bolygólakók nem jelennek meg.

### Videojátékokban
- The Game Chambers of Questal (1990)
- Star Wars: Rebellion (1998)
- Star Wars: Empire at War
- Star Wars: Empire at War: Forces of Corruption (kiegészítő)

### Képregényekben
- Rookies: No Turning Back (2006)

### Könyvekben
- Steve Perry: Shadows of the Empire (1996) – első megjelenés – a könyv az The Empire Strikes Back és a Return of the Jedi közötti időszakkal foglalkozik
- Timothy Zahn: Specter of the Past (1997, 1998)
- Timothy Zahn: Vision of the Future (1998)
- Aaron Allston: Exile (2007) – a Legacy of the Force sorozat negyedik kötete
- Karen Traviss: Sacrifice (2007) – a Legacy of the Force sorozat ötödik kötete

## Érdekességek
A korai vázlatokban a bolygó „a bothai bolygó” néven szerepelt.
A Legacy of the Force (Az Erő öröksége) könyvsorozatban, a Sacrifice Bothawui c. könyvben a bolygó nevét többször is hibásan Bothuwai-nak írták.
A Star Wars: Rebellion PC-s játék a Bothawui-t tévesen a Sluis szektorba, a Magvilágok közé helyezi. A Sluis szektor valójában a Külső Peremben van.